# Yūichi Nakamura
Yūichi Nakamura (中村 悠一, Nakamura Yūichi), né le 20 février 1980 dans la préfecture de Kagawa, est un acteur japonais travaillant pour Sigma Seven.

## Rôles

### Films d'animations
- Fairy Tail le Film : La Prêtresse du phœnix : Grey Fullbuster
- Naruto Shippuden: Blood Prison : Muku
- My Hero Academia : Heros Rising  : Keigo Takami (Hawks)

### Séries d’animation
- A Dark Rabbit Has Seven Lives : Gekkou Kurenai
- Aquarion Evol : Towano Mykage
- Arakawa Under the Bridge : Last Samurai
- Aria : Travailleur postal (épisode 4)
- Babylon : Zen Seisaki
- Bakugan Battle Brawlers : Capitaine Elright
- Basquash! : Iceman Hotty
- Black Lagoon : Agent sucre (épisode 12), Meier (ép. 1-2)
- Blassreiter : Bradley Guildford
- Blazblue Alter Memory : Hazama
- Bleach : Tesla Lindocruz et Muramasa
- Blue lock : Ryusei Shidou
- Boruto: Naruto Next Generations : Kashin Koji
- Broken Blade : Hodr
- BTOOOM! : Oda Nobutaka
- Clannad  : Tomoya Okazaki
- Crush Gear Turbo (ja) : Hugo
- Dance in the Vampire Bund : Akira Kaburagi
- Dear Boys : Satoru Nagase
- Dr. Stone : Shishio Tsukasa
- Dennō Bōkenki Webdiver (en) : Griffion, Ligaon, Raada
- Durarara!! : Kyohei Kadota
- E's : Guerrilla, Teoerrorno
- Engage Planet Kiss Dum : Syuu Nanao
- Fairy Tail : Grey Fullbuster
- Food Wars! : Kojiro Shinomiya
- Fruits Basket (2019) : Shigure Soma
- Fullmetal Alchemist: Brotherhood : Greed
- Gakuen Heaven : Ishizuka (secrétaire)
- Glass Fleet : Laquld
- Guilty Crown : Gai Tsutsugami
- Gundam 00 : Graham Aker
- Gundam 00 : A Wakening of the Trailblazer : Graham Aker
- Hachimitsu to clover : Étudiant (épisode 10)
- Haikyu!! : Tetsurou Kuroo
- Hyōka : Houtarou Oreki
- InuxBoku SS : Sôshi Miketsukami
- Inazuma Eleven :  Koujirou Genda, Jin Kageno, Mark Kruger
- JoJo's Bizarre Adventure : Golden Wind : Bruno Buccellati
- Jujutsu Kaisen : Satoru Gojō
- Kabukicho Sherlock : John H. Watson
- K (anime) : Rikio Kamamoto
- Kaizoku Sentai Gokaiger : Zangyack Action Commander Deratsuiegar
- Kiba : Police B (épisode 1)
- Kono Aozora ni Yakusoku o : Wataru Hoshino
- L'Ère des Shura : Okita Souji (Troisième division)
- Lagrange: The Flower of Rin-ne : Villagulio
- La Fille des enfers : Criminel (ép 2)
- La storia della Arcana Famiglia : Luca
- Le Prince du tennis :
- Linebarrels of Iron : Reiji Moritsugu
- Love, Elections & Chocolate : Yûki Ôjima
- Macross Frontier : Alto Saotome
- Magical Girl Lyrical Nanoha StrikerS : Vice Granscenic
- Mokke : Takanashi (épisode 5)
- Muteki Kanban Musume : Akihiko Ohta
- My Hero Academia : Keigo Takami (Hawks)
- Natsuyuki Rendezvous : Ryûsuke Hazuki
- Neo Angelique Abyss : Jet
- Net Ghost PiPoPa : Divine Forest
- Neuro, le mange-mystères : Tetsuyuki Homura (épisode 16)
- Nodame Cantabile : Kazushi Iwai
- No Longer Rangers : Sosei Akabane / Red Keeper
- Ōkiku Furikabutte : Takaya Abe
- One Punch Man : Roulette Rider
- Ore no Imōto ga Konna ni Kawaii Wake ga Nai : Kyousuke Kousaka
- Osomatsu-san : Karamatsu Matsuno
- Our Home's Fox Deity. : Kūgen Tenko (Mâle)
- Pokémon : N
- Princesse résurrection : Kizaia
- Princesse Tutu :
- Prism Ark : Judas
- Sawako : Ryu Sanada
- Sayonara Zetsubō sensei : Père d'Abiru (ép 4), Directeur (ép 11), Employé (ép 6), Policier (ép 8)
- Sekaiichi Hatsukoi : Yoshiyuki Hatori "Tori"
- Senyuu : Ross
- Seraph of the End : Glen Ichinose
- Shangri-La : Leon Imaki
- Shirokuma Café : Grizzly-san
- Shugo Chara! : Ikuto Tsukiyomi
- Sky Girls : Homare Moriyama
- Sola : Professeur (épisodes 2-10)
- Squid Girl : Gorô Arashiyama
- Star Wars: Visions : Dan G'vash
- Starry☆Sky : Kazuki Shiranui
- Tatakau Shisho : Volken
- Tenpō ibun ayakashi ayashi : Misawa Teizan
- The Garden of Sinners : Kouhei (Part 3)
- Togainu no Chi : Tomoyuki
- Tokumei Sentai Go-Busters : Beet J. Stag/Stag Buster
- Tokyo Marble Chocolate : Yamada
- Tonari no Kaibutsu-kun : Yoshida Yuuzan
- Uta no Prince-sama : Ringo Tsukimiya
- Valkyria Chronicles : Kurt Irving
- Valkyrie Apocalypse : Siddharta Gautama
- Watamote : Tomoki Kuroki
- Wind Breaker : Hajime Umemiya
- World Trigger : Yûichi Jin
- Working!! : Mashiba Yohei
- Yu-Gi-Oh! : Rex Raptor (Deuxième voix)
- Zatchbell : Tsaoron
- Zettai Karen Children : Kôichi Minamoto

### Drama CD
- Moyashimon  : (2010) : Tadayasu Sawaki
- Last mail 2  : (2009): Yamada Kazuki
- Futatsu no Spica  : (2009) : Suzuki Shu
- Taiyou to umi no kyoshitsu  : (2008) :  Masayuki Misaki
- Aitsu no Daihonmei  : (2008) : Takahiko Satô
- Kamen Rider Den-O  :  (2007) :  Yūto Sakurai/Kamen Rider Zeronos
- Delicious Gakuin  :  (2007) : Ryouji Nangou
- Shinigami no Ballad  : (2007) : Makoto Hayama
- Puzzle  : (2007) :  Masanori Ootaka
- Kazoku Zenzai  : (2007) :  Kou Kamizawa
- DD-BOYS  :  (2006) :  Himself
- Princess Princess D  :  (2006) : Otoya Hanazono
- Kitana (i) Hero  : (2006) : Hiroshi Onodera
- Kamen Rider Hibiki as  :  (2005) :  Kyosuke Kiriya
- Daisuki ! Itsutsu Go !  : (2005)
- Gokusen 2  :  (2005) :  Yūichi Kawada

### Opening et Ending
Opening OAV de Fairy Tail : *  Blow Away  * avec Tetsuya Kakihara

### Jeux vidéo
- 2nd Super Robot Wars Original Generation : Joshua Radcliff
- 2nd Super Robot Wars Z : Alto Saotome/Graham Aker
- 7th Dragon III Code: VFD : Joueur (masculin), Yuma
- Arcana Famiglia : Luca
- Arc Rise Fantasia : L'Arc
- Arknights : Flamebringer
- Alchemy Stars : Constantine, Sinsa
- Armen Noir : Crimson
- Avalon Code : Rex/Georg
- BlazBlue: Calamity Trigger : Hazama/Yūki Terumi
- BlazBlue: Central Fiction : Hazama/Yūki Terumi
- BlazBlue: Chrono Phantasma : Hazama/Yūki Terumi
- BlazBlue: Continuum Shift : Hazama/Yūki Terumi
- BlazBlue: Cross Tag Battle : Hazama
- Blazer Drive : Shiroh
- Bloody Call : Reimei
- Bungo and Alchemist : Osamu Dazai
- Chaos Rings II : Darwin Allecker
- Chocobo's Mystery Dungeon: Every Buddy! : Cid
- Corpse Party 2U: Hysteric Birthday : Yoshiki Kishinuma
- Corpse Party: Blood Covered : Yoshiki Kishinuma
- Corpse Party: BloodDrive : Yoshiki Kishinuma
- Corpse Party: Book of Shadows : Yoshiki Kishinuma
- Daemon Bride : Asmodeus/Souya Tachibana
- Dear Girl ~Stories~ Hibiki, Hibiki Tokkun Daisakusen! : Ryō
- Digimon Story: Cyber Sleuth - Hacker's Memory : Ryuji Mishima
- Dragalia Lost : Joe, Xander
- Dragon's Dogma Online : Pion masculin
- Estpolis : Maxim
- Estpolis: The Lands Cursed by the Gods : Maxim
- Fate/Grand Order : David
- Fate Holy Grail Hot Springs War : Archer
- Final Fantasy XIII : Cid Raines
- Final Fantasy XIV : Effets vocaux, Thancred
- Final Fantasy XV : Ravus Nox Fleuret
- Final Fantasy XVI : Dion Lesage
- Final Fantasy Type-0 : Trey
- Fire Emblem Fates : Ryoma
- Fire Emblem Heroes : Ryoma, Lyon, Fomortiis
- Fire Emblem Warriors : Ryoma
- Fist of the North Star: Lost Paradise : Tarugo
- Fitness Boxing : Evan
- Fitness Boxing 2: Rhythm and Exercise : Evan
- Fushigi Yūgi: Suzaku Ibun : Tomo
- Galaxy Angel II: Eigo Kaiki no Koku : Hibiki
- Galaxy Angel II: Mugen Kairo no Kagi : Hibiki
- Galaxy Angel II: Zettai Ryouiki no Tobira : Hibiki
- Granblue Fantasy : Romeo, Tsubasa
- Himehibi -New Princess Days- Zoku! Nigakki : Ken Koizumi
- Initial D Arcade Stage : Rin Hōjō
- Jingi naki Otome : Ryū Nayuta
- JoJo's Bizarre Adventure: All Star Battle : Narciso Anasui, Bruno Bucciarati
- JoJo's Bizarre Adventure: Eyes of Heaven : Narciso Anasui
- JoJo's Bizarre Adventure: Last Survivor : Bruno Bucciarati
- Jujutsu Kaisen: Cursed Clash : Satoru Gojo
- Kimi to Naisho no... Kyo Kara Kareshi : Kō Sakisaka
- Lamento - Beyond the Void - : Ul
- Last Escort: Club Katze : Rei
- Lightning Returns: Final Fantasy XIII : Cid Raines
- Lord of Heroes : Johan Talede
- Luminous Arc 3: Eyes : Dhino
- Lux-Pain : Akira Mido
- Mind Zero : Leo Asahina
- Onmyōji : Shirodōji
- Phantasy Star Online 2 : Erdem Sacred
- PopoloCrois Story Narcia's Tears and the Fairy's Flute : Coco Donperio (Don)
- Project X Zone : Kurt Irving
- Renai Bancho : Tsundere Bancho
- Ryū ga Gotoku 7: Hikari to Yami no Yukue : Yeonsu Kim
- Sengoku Basara 4 : Shima Sakon
- Shin Megami Tensei: Strange Journey : George
- Shining Resonance : Lesti Sera Alma
- Sin Chronicle : Gunther
- Soul Hackers 2 : Iron Mask
- Star Ocean 5: Integrity and Faithlessness : Victor Oakville
- Starry☆Sky : Kazuki Shiranui
- Street Fighter IV : Fei Long
- Summon Night 3 : Phlaiz
- Super Robot Wars 30 : Caruleum Vaull
- Super Robot Wars UX : Reiji Moritsugu, Alto Saotome, Graham Aker
- Tactics Ogre: Reborn : Canophus Wolph
- Tales of Symphonia : Voix additionnelles
- The Great Ace Attorney: Adventures : Kazuma Asougi
- The Great Ace Attorney 2: Resolve : Kazuma Asougi
- Togainu no Chi : Tomoyuki
- Tokimeki Memorial 4 : Tadashi Nanakawa
- Tokyo Mirage Sessions ♯FE : Barry Goodman
- Tomoyo After: It's a Wonderful Life CS Edition : Tomoya Okazaki
- Triangle Strategy : Roland Glenbrook
- Ultraman Fusion Fight! : Ultraman X
- Uta no Prince-Sama: Repeat : Tsukimiya Ringo
- Uta no Prince-Sama: Sweet Serenade : Tsukimiya Ringo
- Valkyria Chronicles III : Kurt Irving
- Valkyrie Profile 2: Silmeria : Rufus
- Xenoblade Chronicles 2 : Malos
- Xenoblade Chronicles X : Gwin
- Yakuza 6 : Joon-Gi Han